# BR Heimat – Zsammg’spuit
BR Heimat – Zsammg’spuit (bis 2019: Zsammg’spuit) ist eine seit 2011 bestehende Volksmusiksendung des Bayerischen Rundfunks. Die Sendung wird von Susanne Wiesner moderiert.

## Inhalt
Die Moderatorin bereist verschiedene Regionen Bayerns und des angrenzenden Alpenraums und trifft auf dort ansässige Sänger und Musikanten alpenländischer Volksmusik, die ihre Musik vortragen. Zudem werden regionales Brauchtum und verschiedene Handwerker vorgestellt.

## Produktion
Seit 2019 wird die Sendung in Kooperation mit dem Digitalradiosender BR Heimat produziert. Seitdem tritt auch der Chef des Radiosenders, Stefan Frühbeis, hin und wieder als Experte vor der Kamera auf.
Zum zehnjährigen Bestehen wurde 2021 eine Jubiläumssendung ausgestrahlt.